# سيرياك لوفيون
سيرياك لوفيون (بالفرنسية: Cyriaque Louvion) (مواليد 24 يوليو 1987 في بورت سوفيور - فرنسا) لاعب كرة قدم فرنسي يلعب حاليا لصالح نادي الدرجة الأولى لومان الفرنسي منذ 2006 في مركز قلب الدفاع . .

## روابط خارجية
- سيرياك لوفيون على موقع قاعدة بيانات كرة القدم.إي يو (الإنجليزية)
- سيرياك لوفيون على موقع ليكيب (الفرنسية)
- سيرياك لوفيون على موقع Soccerway.com (الإنجليزية)
- سيرياك لوفيون على موقع كووورة